# (500302) 2012 QQ31
(500302) 2012 QQ31 es un asteroide perteneciente al cinturón de asteroides, descubierto el 13 de agosto de 2012 por el equipo del Spacewatch desde el Observatorio Nacional de Kitt Peak, Arizona, Estados Unidos.

## Designación y nombre
Designado provisionalmente como 2012 QQ31.

## Características orbitales
2012 QQ31 está situado a una distancia media del Sol de 3,109 ua, pudiendo alejarse hasta 3,424 ua y acercarse hasta 2,795 ua. Su excentricidad es 0,101 y la inclinación orbital 9,477 grados. Emplea 2003,08 días en completar una órbita alrededor del Sol.
Los próximos acercamientos a la órbita de Júpiter se producirán el 17 de febrero de 2086, el 29 de marzo de 2096 y el 25 de abril de 2157, entre otros.

## Características físicas
La magnitud absoluta de 2012 QQ31 es 15,8.